# Augenzeugenbericht
Ein Augenzeugenbericht ist die Schilderung eines Geschehens durch eine Person, die das Geschehen selbst unmittelbar mitangesehen und erlebt hat. Ein Augenzeugenbericht kann über die Bekundung des optisch wahrgenommenen Ablaufs des Geschehens hinaus auch Schilderungen darüber enthalten, wie die Person das, was sich ereignet hat, subjektiv erlebt hat. Wesentlich ist, dass eigene Erinnerungen an das Geschehen geschildert werden und nicht lediglich etwas reproduziert, das auf Berichten Dritter basiert. Zu beachten ist die Abgrenzung zum Begriff Zeitzeuge.